# Студенец (Требње)
Студенец (словен. Studenec) је насељено место у општини Требње, регија Југоисточна Словенија, Словенија.

## Историја
До територијалне реорганизације у Словенији био је у саставу старе општине Требње.

## Становништво
У попису становништва из 2011. Студенец је имао 126 становника.
| Број становника према пописима | Број становника према пописима | Број становника према пописима |
| ------------------------------ | ------------------------------ | ------------------------------ |
| 1991                           | 2002                           | 2011                           |
| 60                             | 78                             | 126                            |

Напомена: Године 2016. извршена је мала размена територије између насеља Горења Немшка вас, Рожни Врх и Студенец.